# Golf az 1904. évi nyári olimpiai játékokon
Az 1904. évi nyári olimpiai játékokon a golfban szeptember 17. és szeptember 24. között tartották meg a versenyeket egyéni indulók és csapatok részére. Hetvenhárom amerikai, három kanadai és egy brit versenyző vett részt a tornán. A Nemzetközi Olimpiai Bizottság nem ismeri el hivatalos olimpiai programként.

## Éremtáblázat
(A rendező ország csapata eltérő háttérszínnel, az egyes számoszlopok legmagasabb értéke, vagy értékei vastagítással kiemelve.)
| Az 1904. évi nyári olimpiai játékok éremtáblázata golfban | Az 1904. évi nyári olimpiai játékok éremtáblázata golfban | Az 1904. évi nyári olimpiai játékok éremtáblázata golfban | Az 1904. évi nyári olimpiai játékok éremtáblázata golfban | Az 1904. évi nyári olimpiai játékok éremtáblázata golfban | Olimpia  |
| --------------------------------------------------------- | --------------------------------------------------------- | --------------------------------------------------------- | --------------------------------------------------------- | --------------------------------------------------------- | -------- |
|                                                           | Ország                                                    | Arany                                                     | Ezüst                                                     | Bronz                                                     | Összesen |
| 1.                                                        | Egyesült Államok (USA)                                    | 1                                                         | 2                                                         | 3                                                         | 6        |
| 2.                                                        | Kanada (CAN)                                              | 1                                                         | 0                                                         | 0                                                         | 1        |
|                                                           |                                                           |                                                           |                                                           |                                                           |          |
| Összesen                                                  | Összesen                                                  | 2                                                         | 2                                                         | 3                                                         | 7        |

## Érmesek
| Az 1904. évi nyári olimpiai játékok érmesei férfi golfban | | | |
| Versenyszám                                               | Arany | Ezüst | Bronz |
| Egyéni                                                    | George Lyon · Kanada (CAN) | Chanrdler Egan · Egyesült Államok (USA) | Burt McKinnie · Egyesült Államok (USA)                                                                                                  |
| Egyéni                                                    | George Lyon · Kanada (CAN) | Chanrdler Egan · Egyesült Államok (USA) | Francis Newton · Egyesült Államok (USA)                                                                                                 |
| Csapat                                                    | Egyesült Államok (USA) · Western Golf Association                                                                                           | Egyesült Államok (USA) · Trans-Mississippi Golf Association                                                                                        | Egyesült Államok (USA) · United States Golf Association                                                                                 |
| Csapat                                                    | Edward Cummins Kenneth Edwards Chandler Egan Walter Egan Robert Hunter Nathaniel Moore Mason Phelps Daniel Sawyer Clement Smoot Warren Wood | John Cady Albert Lambert John Maxwell Burt McKinnie Ralph McKittrick Francis Newton Henry Potter Frederick Semple Stuart Stickney William Stickney | Douglass Cadwallader Jesse Carleton Harold Fraser Arthur Hussey Orus Jones Allen Lard George Oliver Simeon Price John Rahm Harold Weber |